# Città di Gallipoli
L'A.S.D. Città di Gallipoli, meglio nota come Gallipoli, è una società calcistica italiana con sede nella città di Gallipoli, in provincia di Lecce. Milita in Eccellenza, la quinta divisione del campionato italiano.
Il club attuale fu fondato nel 2013 come Atletico Aradeo, e nel 2021 si spostò a Gallipoli con l’intento di rivaleggiare col club storico, basato su un’idea del 1966 e rifondato più volte contando in totale sei stagioni professionistiche. Nel 2009-2010 il Gallipoli Calcio aveva disputato il suo primo e unico campionato di Serie B, e vantava nel proprio palmarès la vittoria di una Coppa Italia Serie C (2005-2006) e di una Supercoppa di Lega di Prima Divisione (2009).
I colori sociali sono il giallo e il rosso. Disputa le partite interne allo stadio Antonio Bianco.

## Storia

### Gli albori
Il calcio a Gallipoli comincia a diffondersi nei primi anni del Novecento, quando lo sport inventato dagli inglesi iniziò a prendere piede anche in Italia. Ed è legato proprio agli inglesi il primo aneddoto di cui si abbia conoscenza riguardo alla Gallipoli calcistica: nel 1909 la neonata società Sporting Club Lecce, capitanata da Ettore De Michele decise di disputare un incontro amichevole a Gallipoli contro una selezione studentesca composta da giovani gallipolini. Consci del tasso tecnico più basso, la compagine studentesca chiese aiuto ad alcuni marinai inglesi di stanza a Gallipoli, che diedero il loro contributo fondamentale durante la partita: il risultato finale fu 3-0 per la squadra gallipolina.
Bisogna giungere al 1920 per la creazione della prima società: la Polisportiva Gallipolina, ad opera di Giuseppe Calvi. La casacca indossata dai calciatori era bianca con una fascia rossa al centro, e si alternava con una maglia gialla con bordo rosso. La neonata società disputò il campionato di terza divisione provinciale, l'ultima delle categorie previste nel sistema calcistico del tempo, disputando oltretutto amichevoli contro le ben più blasonate Audace Taranto e Juventus Lecce.
In seguito all'instaurazione del regime fascista la Polisportiva Gallipolina cambiò nome in Gioventù Fascista Gallipolina, composta da giovani studenti universitari e partecipante a campionati organizzati dal regime, paralleli a quelli della FIGC. Il giocatore più rappresentativo fu l'attaccante Giuseppe Scategni, militante in seguito anche nel Bari e nell'Atalanta. La squadra giocava nel campo sportivo situato in località Quattro Monti, ma alla fine degli anni trenta fu realizzato lo stadio della Giudecca, che diverrà in seguito teatro dei primissimi successi del Gallipoli.
Nel 1946 viene costituita la Fiamma Jonica, con presidente Maurizio Albahari e successivamente Antonio Ferilli, destinata a scomparire nel 1965 e rimpiazzata l'anno dopo dall'U.S. Gallipoli. La squadra del Gallipoli ha sempre militato nelle serie dilettantistiche regionali fino alla stagione 1971-1972, anno in cui la compagine salentina,con presidente Corrado Calvi, nipote del fu Giuseppe, vince il campionato di Promozione (spareggio contro il Grottaglie a Monopoli, 11 giugno 1972, gol di Luciano Casole e vittoria con la monetina scelta da capitan Vincenti), e si appresta dunque ad affrontare il primo campionato di serie D della sua storia. L'avventura in D però dura solo un anno, e il Gallipoli viene retrocesso in Promozione. Ma la squadra jonica, sempre sotto la presidenza Calvi, dopo una cavalcata conclusa con lo spareggio promozione a Lecce contro il Casarano vinto per 1-0, il 23 maggio 1974 ritorna nella quarta serie.

### Primo anno in Serie C, poi la scomparsa

La rosa del Gallipoli 1976-1977

Dopo quattro campionati in Serie D il Gallipoli, nella stagione 1977-1978, giunge alla vittoria del campionato ottenendo la prima promozione in Serie C della sua storia. La prima annata tra i professionisti si chiude con la salvezza all'ultima giornata, grazie a una sorta di spareggio salvezza a Vasto conclusosi con la vittoria del Gallipoli. Successivamente la società non viene iscritta al campionato di Serie C2 1979-1980 a causa di inadempienze finanziarie: si riparte dunque dalla Prima Categoria, col nome di Virtus Gallipoli. Nel ventennio successivo il Gallipoli non riuscirà mai ad andare oltre l'Eccellenza, pendolando spesso tra Promozione e Prima Categoria e cambiando anche varie denominazioni (Vis Gallipoli dopo la fusione con la Vis Nardò, oppure Filanto Gallipoli per motivi di sponsorizzazione). Infine, nella stagione 1998-1999 in Eccellenza, la società viene definitivamente radiata dai ruoli FIGC (per la seconda volta nella sua storia) dopo aver disertato tre gare di campionato.
Il calcio a Gallipoli scompare. Ci pensa Antonio Vallebona a costituire nel 1999 la nuova società, rilevando il titolo del Leverano, squadra militante in Prima Categoria: in due anni il Gallipoli raggiunge nuovamente il campionato di Eccellenza.

### L'arrivo di Barba
Nel 2002 arriva l'interessamento da parte dell'imprenditore petrolifero Vincenzo Barba, che rileva la società. La prima stagione di Barba si conclude con un discreto sesto posto (capolista fu il Bitonto), ma le ambizioni del presidente sono altre: "B come Barba", questo è lo slogan del suo progetto. E per la stagione 2003-2004 il patron prepara una grande squadra guidata dal tecnico Antonio Toma che domina il campionato, riottenendo la Serie D dopo 25 anni.
Anche per la stagione seguente il presidente Barba non badò a spese e fornì al neo tecnico Franco Giugno, assieme al nuovo ds Danilo Pagni, una squadra di primo ordine, che annoverava tra le sue file l'attaccante argentino José Ignacio Castillo, affiancandolo a Riccardo Innocenti (insieme frutteranno 45 gol). Dopo un campionato condotto sin dalle prime partite al comando, il Gallipoli ottenne la matematica promozione in C2 il 1º maggio nel derby contro il Nardò.

### In Serie C2 e Coppa Italia di serie C
Per affrontare il secondo campionato tra i professionisti della storia del Gallipoli il patron Barba confermò Castillo, resistendo alle numerosissime richieste da club di serie superiori, ingaggiò Gaetano Auteri come allenatore e puntellò l'organico con gente esperta della categoria. Anche quell'anno, dalla prima all'ultima giornata, il Gallipoli condusse il campionato saldamente in testa, ottenendo la terza promozione in tre anni. Ma il Gallipoli in quella stagione non si accontentò solo della promozione in C1: arrivò infatti anche la vittoria della Coppa Italia Serie C, riuscendo a prevalere nella doppia finale contro la Sanremese.
La vittoria del girone consentì alla squadra di disputare la Supercoppa di Lega Serie C2 insieme a Venezia e Cavese, il trofeo sarà vinto da quest'ultima mentre il Gallipoli termina la competizione al secondo posto, davanti ai veneti.
Per la stagione seguente Barba continuò a fare affidamento su Auteri, ma molti elementi protagonisti dell'annata 2005-2006 andarono via, come Castillo (al Frosinone in B), Raimondi (al Pisa), Innocenti (alla Val di Sangro). La stagione si rivelò molto difficile per il Gallipoli, che non riuscirà mai ad entrare in zona playoff; dovuto anche alla crisi di risultati che perdurò da gennaio 2007 fino alla fine del campionato, che portò anche ad un allontanamento temporaneo del tecnico Auteri, richiamato una settimana dopo il suo esonero. Il Gallipoli chiuse al decimo posto a pari punti con la Salernitana.

### Consolidamento in Serie C1
Per la stagione 2007-2008 Barba operò un'autentica rivoluzione: chiamò Dario Bonetti come allenatore e soltanto 8 giocatori della rosa precedente saranno riconfermati. L'inizio è positivo: vittoria casalinga per 4-1 contro la Massese, pareggio all'ultimo secondo per 1-1 a Salerno grazie a Stefano Morello.
Il Gallipoli si portò così in zona play-off, occupandola per gran parte del campionato grazie ad un buon rendimento casalingo (compreso il 2-0 alla capolista Salernitana), nonostante la carenza di punti lontano dalle mura amiche (una sola vittoria in trasferta in tutto il campionato, a Pistoia). A causa di incomprensioni con l'ambiente, dopo la ventiseiesima giornata Dario Bonetti venne sostituito da Vincenzo Patania, lasciando la squadra al momento terza in classifica.
Il cambio parve dare i suoi frutti: dopo una rocambolesca sconfitta con l'Arezzo per 3-2 il Gallipoli travolse la diretta concorrente Perugia per 3-0. Poi la squadra, come l'anno precedente, ebbe un crollo fisico e mentale che la portò a totalizzare un punto in 6 partite e a uscire sconfitta dall'incontro casalingo contro il Crotone e dalle trasferte con Sambenedettese, Potenza, Martina (ultimo in classifica e già matematicamente retrocesso) e Juve Stabia. Una nuova sconfitta fu patita nell'incontro casalingo col Pescara. Questi risultati portarono la squadra al nono posto in classifica, posizione mantenuta fino a fine stagione.

### La storica promozione in Serie B e la Supercoppa di Lega
La stagione segna un netto cambiamento in società: al posto di Pagni e Patania vengono chiamati Gino Dimitri, ex responsabile dell'area tecnica del settore giovanile del Lecce, e come allenatore Giuseppe Giannini. La rosa, che combina giovani promettenti ed elementi esperti della categoria, punta con decisione alla promozione in Serie B, anche sfruttando il fattore-campo legato soprattutto all'atipico terreno in sintetico.
In campionato il Gallipoli mantiene un rendimento costante. La formazione ionica può contare su un organico molto valido, che ha in Ciro Ginestra e Francesco Di Gennaro due prolifici attaccanti, cui si aggiungono il regista David Mounard, i centrocampisti centrali Gennaro Esposito e Giuseppe Russo e una difesa di spessore, guidata dal portiere Generoso Rossi.
Il Gallipoli si insedia solitario in vetta alla classifica sin dalle prime giornate, con 16 punti dopo 6 partite. Poi la squadra accusa un calo (sconfitte esterne a Foggia e Pescara e pareggio interno con l'Arezzo), ma subito si riprende, sconfiggendo il club campano della Cavese al Bianco per 5-1.
Nel periodo tra dicembre e gennaio il Gallipoli consolida la propria posizione tra le pretendenti alla promozione in Serie B, a differenza di quanto avvenuto nelle stagioni precedenti, quando la squadra in questo periodo ha avuto cali fisici e mentali. Seguiranno le vittorie con il Crotone in casa e nel derby pugliese col Taranto allo Iacovone. La squadra giallorossa in casa ha un rendimento molto positivo, ma rispetto alla stagione precedente decisivo è anche il rendimento in trasferta.
La svolta avviene il 26 aprile, quando gli uomini di Giannini affrontano in trasferta il Crotone allenato dal salentino Francesco Moriero. La classifica vede il Gallipoli in testa a 57 punti e il Crotone staccato di un solo punto. Dopo il primo tempo conclusosi a reti bianche, il Crotone passa in vantaggio con Basso su rigore, ma il Gallipoli si porta sull'1-1 con un tiro di destro del bomber Ginestra, prima che all'89º minuto l'attaccante Di Gennaro firmi il definitivo 2-1 con un tiro in diagonale. Il gol, festeggiato con i 400 tifosi gallipolini giunti in Calabria, consente al Gallipoli di aumentare il distacco, che sale a 4 punti.
La gioia definitiva per i tifosi locali arriva il 17 maggio 2009, quando i giallorossi, davanti a 3 500 spettatori, battono tra le mura amiche il Real Marcianise per 3-2. Il Gallipoli consegue per la prima volta la prima promozione in Serie B, diventando la quarta squadra salentina, dopo il Lecce, il Taranto e il Brindisi, ad accedere alla serie cadetta.
Pochi giorni più tardi il club gallipolino prevale nella doppia sfida valida per la Supercoppa di Lega di Prima Divisione contro il Cesena: dopo lo 0-0 in casa, i giallorossi riescono ad espugnare lo stadio Dino Manuzzi per 2-1 grazie all'autogol di Cusaro e alla marcatura di Buzzegoli.

### L'abbandono di Barba: l'esordio in Serie B, la retrocessione e il fallimento
L'euforia per la storica promozione in Serie B viene subito spenta dalle prime avvisaglie di crisi che segna l'estate del Gallipoli. Inizialmente riemerge con forza l'annosa questione dell'idoneità dello stadio Antonio Bianco, non sottoposto ai necessari lavori di adeguamento nonostante i malumori della tifoseria, con il conseguente trasferimento del Gallipoli allo stadio Via del mare di Lecce per le partite casalinghe.
Il problema dello stadio, tuttavia, in seguito passa in secondo piano. Il presidente Barba rende nota la volontà di cercare qualcuno che lo affianchi nella gestione societaria, ritenendo la Serie B un campionato troppo oneroso per non essere coadiuvato alla guida del club. Nel caso in cui non avesse trovato nessuno disposto ad accompagnarlo, Barba si dice disposto a consegnare il titolo sportivo nelle mani del sindaco. La questione si protrae per quasi tutta l'estate, con dichiarazioni di accordi già conclusi e successive smentite.
Nel frattempo la squadra versa in un totale immobilismo: mentre le altre compagini della serie cadetta hanno cominciato la preparazione estiva e hanno concluso i primi acquisti, a Gallipoli la situazione è in fase di stallo. Dell'organico artefice della promozione sono solo quattro i giocatori sotto contratto (Ginestra, Di Gennaro, Mounard e Russo, quest'ultimo ceduto poi al Verona), senza guida tecnica, perché a fine giugno le strade di Barba e Giannini si separano.
Il 7 luglio 2009 il presidente Barba sembra porre fine alla crisi societaria, riuscendo a iscrivere la squadra alla Serie B, e chiede aiuto a imprenditori locali per sostenere la squadra, ma il clima a Gallipoli è teso. All'inizio di agosto circolano voci di un accordo tra Barba e il dirigente Luca Pagliuso, che verrebbe designato direttore generale, con la conferma di Giannini come allenatore, ma la trattativa non va in porto. Si fa avanti anche la Meleam, società impegnata nel campo della medicina sportiva, ma anche qui le trattative si concludono con un nulla di fatto. Gli ultras contestano duramente il presidente, il quale comunica l'intenzione di cedere loro la società a costo zero. I tifosi accolgono l'invito e si offrono disponibili ad acquisire il Gallipoli, ponendo le basi per una trattativa del tutto originale nel mondo del calcio, verificatasi solo in poche occasioni, come quella di La Spezia. Dopo neanche un giorno dall'incontro che avrebbe potuto rivelarsi decisivo per la storica cessione del Gallipoli, Barba annuncia che la trattativa si è arenata e che è in procinto di chiudere con un gruppo di imprenditori friulani facenti capo a Daniele D'Odorico.
Il 9 agosto il Gallipoli, nella partita della seconda fase di Coppa Italia contro il Lumezzane, giocata fuori casa, manda in campo la squadra primavera e subisce una netta sconfitta per 6-0.
L'11 agosto il presidente, evidentemente alla luce della forte contestazione, decide di lasciare l'incarico e ufficializza la cessione al gruppo di D'Odorico. A meno di dieci giorni dalla prima partita di campionato ad Ascoli Piceno, il Gallipoli riparte, con D'Odorico presidente e Vittorio Fioretti (ex direttore sportivo di Padova, Triestina e Arezzo) come responsabile del calciomercato. Il primo tassello messo a punto dalla nuova dirigenza è stata la riconferma di Giannini nel ruolo di allenatore e la susseguente partenza in ritiro dei 3 giocatori in rosa più 5 elementi delle giovanili. Nella settimana che segue sono perfezionate molte operazioni di calciomercato, allo scopo di allestire la rosa per l'imminente inizio del campionato di Serie B.
Il 21 agosto 2009 la squadra giallorossa debutta bene in Serie B, pareggiando 1-1 con l'Ascoli dopo essere passata in vantaggio con un gol di Di Gennaro, uno degli artefici della promozione in Serie B dei gallipolini. La squadra coglie la prima vittoria nel campionato cadetto alla sesta giornata, il 22 settembre, battendo l'Ancona (1-0) allo stadio Via del Mare di Lecce. Il primo successo in trasferta dei gallipolini in Serie B risale al 27 ottobre 2009 contro il Brescia (0-1). Il 26 novembre, a causa di incomprensioni con il presidente D'Odorico, Vittorio Fioretti abbandona l'incarico di direttore generale e responsabile dell'area tecnica. Il suo posto è preso da Michele Scaringella. Di lì a poco in società entrano anche Giuseppe Iodice (ex segretario del Napoli di Corrado Ferlaino) nel ruolo di direttore generale e Ferdinando Ruffini nel ruolo di team manager. A gennaio è Giovanni D'Odorico, padre di Daniele, a decidere di affiancare il figlio nella gestione societaria, rilevando una quota di minoranza.
Con la vittoria col Modena per 1-0, il Gallipoli chiude il girone d'andata con 28 punti e l'undicesimo posto in graduatoria, risultato quasi impensabile all'inizio del campionato. Nel frattempo la società si muove sul mercato: dopo 30 gol in due campionati e mezzo, lascia la maglia giallorossa Di Gennaro, approdato al Verona, mentre arrivano Flavio Lazzari dal Padova e Claudio Della Penna dalla Roma. A seguito del pareggio esterno contro il Cesena un nuovo caos societario attanaglia il Gallipoli: l'ex patron Vincenzo Barba comunica di aver provveduto al sequestro cautelativo delle quote societarie per il soddisfacimento dei suoi crediti nei confronti di D'Odorico, a seguito della cessione della società. Dal canto suo il presidente replica affermando che provvederà al pagamento solo quando vi sarà la quantificazione della "scatola vuota con il nome Gallipoli Calcio", così come definita dal patron friulano. L'ultima settimana di gennaio si rivela molto intensa dal punto di vista del mercato: lascia il Gallipoli per accasarsi al Crotone il capitano Ciro Ginestra, mentre arrivano il giovane attaccante paraguayano Luís Fernando Paéz, partecipante ai Mondiali Under-20 di Egitto 2009, Rey Volpato dal Bari, Attila Filkor dal Sassuolo e Mario Artistico dal Pescara.
Le tensioni, però, non si placano: l'8 febbraio, durante Gallipoli-Grosseto, gli undici giallorossi in campo inscenano una particolare protesta nei primi 40 secondi, regalando palla ai giocatori toscani e restando immobili nella propria metà campo con le spalle rivolte verso la tribuna centrale. Al gol del momentaneo 2-0 Scaglia fa vedere una maglietta con la scritta "Capisci". Il giorno dopo i giocatori spiegheranno che il loro gesto è stato motivato dal fatto che non hanno ancora ricevuto l'erogazione completa della mensilità di ottobre e che sono costretti ad allenarsi in condizioni ai limiti della decenza. Nel convulso post-partita di Gallipoli-Grosseto Giuseppe Giannini annuncia le proprie dimissioni a seguito di contrasti con il presidente D'Odorico. Dopo vari botta e risposta tra presidente e allenatore, l'imprenditore friulano ritorna sui propri passi chiedendo scusa per le parole forti e Giannini ritorna sulla panchina giallorossa. Nella successiva trasferta a Modena col Sassuolo terzo in classifica i giocatori giallorossi sono autori di una grande prestazione d'orgoglio che permette al Gallipoli di battere 2-1 i neroverdi e di portarsi a ridosso della zona play-off.
Da lì in poi, però, la squadra accusa un vistoso calo atletico e psicologico che la fa precipitare nei bassifondi della classifica. Il 22 marzo, dopo la sconfitta casalinga contro il Brescia, Giannini si dimette definitivamente. Gli subentra l'allenatore della Primavera Giovanni De Pasquale, che guida la squadra nell'incontro casalingo vittorioso contro la Triestina e nel derby perso per 1-0 contro il Lecce, prima di lasciare la panchina a Ezio Rossi. Con il nuovo tecnico i giallorossi ottengono 3 punti nelle successive 7 partite, grazie alla vittoria per 3-2 contro la già retrocessa Salernitana. Tra molteplici difficoltà economiche a stento si riesce a garantire l'ordinaria gestione, il segretario generale Giuseppe Iodice unico dirigente rimasto alla guida della società, grazie all'aiuto di qualche sponsor riuscirà ad assicurare lo svolgimento delle gare in casa e di quelle in trasferta. Non riuscendo a staccarsi dal penultimo posto in classifica, il Gallipoli retrocede matematicamente in Lega Pro Prima Divisione il 23 maggio, a quasi un anno dalla storica promozione in cadetteria e con l'ipotesi del fallimento sempre più incombente a causa dei debiti contratti e dell'impossibilità di intervenire per via del sequestro delle quote societarie.
Per la società, oberata da debiti per 5 milioni di euro, la Procura presenta istanza di fallimento. La richiesta viene accolta dal Tribunale di Lecce pochi giorni dopo.

### La ripartenza con l'A.S.D. Gallipoli Football 1909
Dopo un via vai di voci che vedono l'interessamento di vari imprenditori, salentini e non, per salvare il Gallipoli, a sostegno della società, viene costituita l'associazione Il mio Gallipoli, facente capo ad Attilio Caputo, che prevede la creazione di un azionariato popolare allo scopo di reperire i fondi necessari all'iscrizione della squadra in Lega Pro. Decorsi i tempi necessari per la presentazione della domanda di iscrizione, viene costituita una nuova società, l'Associazione Sportiva Dilettantistica Gallipoli Football 1909, che parteciperà al campionato di Promozione. Dopo un girone d'andata con Giovanni De Pasquale in panchina, la società decide di esonerare il tecnico per puntare su Diego Favonio, ex tecnico del Fasano. Durante il girone di ritorno la squadra riesce a risalire la classifica con una lunga serie di vittorie e si qualifica per i play-off chiudendo al 3º posto con 65 punti. Negli spareggi il Gallipoli affronta il Botrugno, perdendo la gara di andata per 1-0 sul neutro di Galatina e pareggiando per 2-2 nel ritorno al Bianco, salutando quindi le speranze di un ritorno diretto in Eccellenza. Inaspettatamente il 30 maggio 2011, dopo meno di un anno di gestione, con un comunicato sul sito ufficiale della società il presidente Caputo dichiara il suo "disimpegno personale dall'ASD Gallipoli Football 1909", ritirando anche la propria sponsorizzazione alla squadra.
Il 1º luglio 2011, con l'approvazione del bilancio sociale si comunica la volontà di procedere col trasferimento non oneroso dell'A.S.D. Gallipoli Football 1909 alla nuova proprietà, guidata dall'imprenditore locale Marcello Barone che diviene presidente della società. La squadra, quest'anno composta prevalentemente da giovani gallipolini, è affidata alla guida di Carmine Bray. Dopo una serie di prestazioni altalenanti che allontanano il Gallipoli dalle posizioni di vertice, Bray viene sollevato dall'incarico: al suo posto subentra Amleto Massimo, vecchia gloria del calcio gallipolino degli anni '70 e '80. Con il nuovo mister in panchina la squadra comincia a risalire verso le posizioni di vertice, dando vita ad un appassionante duello per la seconda piazza con il Manduria dietro alla Pro Italia Galatina ormai consolidata al primo posto: alla fine della regular season il Gallipoli chiude al terzo posto con 68 punti, dietro il Manduria a 71 punti, ciò che vorrà dire come l'anno precedente play-off per cercare il ripescaggio in Eccellenza. Dopo aver eliminato il Mottola in semifinale, il Gallipoli si arrende in finale al Manduria nel doppio confronto, che vede vincenti i giallorossi per 3-2 in casa ma perdenti 1-0 a Manduria. Tuttavia l'8 agosto arriva l'attesa ufficialità: il Gallipoli è ripescato in Eccellenza.
Nella stagione 2012-2013 il Gallipoli si mantiene sempre a ridosso della zona playoff, mancandola a fine campionato. Chiamato all'inizio della stagione ad allenare una squadra che aveva mantenuto l'ossatura del campionato precedente, Dario Levanto abbandona l'incarico prima dell'inizio del campionato per contrasti insanabili con la dirigenza, e viene sostituito da Nicola Antonio Calabro, ex calciatore di Manfredonia e Casarano ed alla sua prima esperienza da allenatore. 
La stagione successiva la dirigenza riconferma Calabro e puntella la rosa con elementi di qualità che possano permettere l'accesso alla zona play-off, dichiarato obiettivo stagionale. La squadra viaggia a buon ritmo, per poi prendere letteralmente il volo sul finire del girone d'andata, raggiungendo la testa della classifica e dando vita ad un acceso duello con la Fidelis Andria, che vedrà trionfare i giallorossi: il 27 aprile 2014, vincendo per 2 a 0 contro la Virtus Francavilla, il Gallipoli è promosso in serie D dopo nove anni dall'ultima apparizione, vincendo il campionato con 76 punti.

### La breve parentesi in Serie D e nuove proprietà
Calabro lascia la squadra, firmando per la Virtus Francavilla, e la rosa viene affidata al tecnico (ex Nardò e Casarano) Alessandro Longo, il quale già prima dell'inizio del campionato viene sostituito dal giovane Sergio Volturo. Dopo essere stata lungamente in testa al Girone H di Serie D, il 25 ottobre 2014, con un comunicato ufficiale sul sito della società, il presidente Marcello Barone e il vicepresidente Antonio Barone rassegnano le proprie dimissioni affidando la squadra al sindaco Francesco Errico.
Dopo lunghe trattative la proprietà del Gallipoli viene rilevata da una cordata di imprenditori locali, capeggiata da Sandro Quintana e Corrado Calvi. La rosa e lo staff tecnico viene completamente rifondato, a causa dell'abbandono di molti componenti della rosa che avevano condotto il Gallipoli al primo posto e dell'allenatore Sergio Volturo. La squadra viene affidata a Raffaele Quaranta, il quale tuttavia, dopo una serie di risultati insoddisfacenti sotto la sua gestione, viene esonerato e sostituito da Amleto Massimo e Benedetto Mangiapane, quest'ultimo nel ruolo di allenatore-giocatore. Chiusa la stagione 2014-2015 al 9º posto del girone H, all'inizio della successiva stagione sportiva Calvi e Quintana cedono la totalità delle quote del sodalizio ionico ad una cordata di imprenditori temporaneamente rappresentata da Alessandro De Rose, già direttore sportivo del Gallo, mentre la squadra viene affidata a Loreto Stravato. Iniziato il torneo con due sconfitte ed una rosa imbottita di under, il 17 settembre 2015 avviene l'ennesimo avvicendamento societario: De Rose e Stravato rassegnano le dimissioni, l'italo-canadese Saverio De Benedictis è il nuovo presidente del Gallo e la panchina viene affidata a mister Antonio Germano, con seguente nuova rivoluzione tecnico-societaria (la terza nel giro di un anno). Dopo meno di un mese, De Benedictis lascia la società cedendo al direttore generale Tony Cardellini la presidenza del Gallo. La travagliata stagione 2015-2016 si chiude con un fallimentare ultimo posto che sancisce il ritorno in Eccellenza per il sodalizio ionico guidato da Germano: il Gallo saluta la serie D dopo due sole stagioni, inanellando un ruolino complessivo negativissimo di 5 vittorie, 6 pareggi e ben 23 sconfitte.
Nel luglio 2016 il titolo viene rilevato da una nuova cordata di gallipolini, che garantisce la regolare iscrizione al campionato di Eccellenza: il nuovo assetto societario vede il ritorno in giallorosso, in qualità di presidente, di Vito Faggianelli, team manager negli anni d'oro del club, mentre l'amministrazione generale e la direzione sportiva vengono affidate rispettivamente a José Buccarella e Sergio Mello. La guida tecnica del club viene invece assegnata a Christian Cimarelli, vecchia conoscenza del calcio gallipolino, ex calciatore della squadra per tre stagioni tra il 2006 e il 2009.
La stagione 2016-2017 vede l'avvicendamento, in primavera, tra Cimarelli e Alberto Villa, altro ex attaccante giallorosso, protagonista dell'ultima promozione in Serie D nel 2014; questi guida la squadra alla salvezza vincendo la sfida play-out con il Molfetta. Per la stagione 2017-2018 il Gallipoli conferma l'assetto tecnico, mentre riorganizza quello societario, con Faggianelli che passa alla direzione sportiva e con la presidenza affidata a Vincenzo Carrozza. A metà campionato la squadra ionica risulterà, oltre le aspettative, seconda in classifica insieme a Fasano ed Avetrana, ad un solo punto dalla capolista Bitonto. Alla fine si classifica quinta, quindi qualificata ai play-off, dove perde per 1-0 al Capozza contro il Casarano. Nel 2018-2019 alla presidenza subentra Luciano Costantini, mentre la guida tecnica del club è affidata a Claudio Luperto, con cui la squadra termina il campionato al quarto posto. Chiusa la stagione 2019-2020 al decimo posto in campionato e in semifinale di Coppa Italia Dilettanti Puglia, persa nella doppia sfida contro il Corato, nella stagione 2020-2021 alla presidenza del sodalizio giallorosso viene annunciata la manager Paola Vella: il Gallo si piazza al quinto posto finale in campionato, con l'avvicendamento in panchina tra Antonio Toma (artefice alla guida dei giallorossi della promozione in Eccellenza nel 2004) e Massimo Manca. Nella stagione seguente 2021-2022, la guida tecnica della squadra viene affidata a Mimmo Oliva e la squadra si piazza al 3º posto del girone B di Eccellenza Pugliese.

### I "due Gallipoli": cessione del titolo e ritorno in Serie D con l'A.S.D. Città di Gallipoli
La stagione calcistica 2022-23 assume rilevanza quasi storica per Gallipoli, la quale si presenta ai nastri di partenza dell'Eccellenza Pugliese - girone B con ben due squadre rappresentative della cittadina jonica. Al Gallipoli Football 1909 si aggiunge infatti l'A.S.D. Città di Gallipoli: la società fondata nel 2020 da Vincenzo e Stefano Carrozza con lo storico nome di "Fiamma Jonica Gallipoli" e iscritta al campionato di Promozione dopo aver rilevato il titolo sportivo dell'Atletico Aradeo, nel 2021-22 assume la denominazione attuale e vince il proprio girone, guadagnandosi l'accesso in Eccellenza. Nel corso della stagione, grazie anche alla doppia sfida nel 2º turno di Coppa Italia, l'inedita "stracittadina" si ripropone tra le mura dello Stadio Antonio Bianco per ben quattro volte, registrando un pareggio (andata in campionato, 1-1), due vittorie per il Città di Gallipoli (andata di Coppa e ritorno in campionato entrambi col punteggio di 1-0) e un successo per il Gallipoli Football 1909 (ritorno di Coppa vinto per 2-3, con annesso passaggio del turno). Alla fine della regular season, il Gallipoli Football 1909 guidato in panchina da Matias Calabuig si piazza al 5º posto in classifica, mentre il Città di Gallipoli allenato da Alessandro Carrozza riesce a piazzarsi al 1º posto ai danni dell'Ugento, battuto in semifinale play-off: nello spareggio con il Manfredonia (vincente del girone A) sul neutro di Fasano, il Gallo si arrende ai rigori dopo l'1-1 nei 120', dovendo pertanto passare dai play-off nazionali per ambire alla promozione in Serie D.
Nello stesso periodo, il 13 giugno 2023, viene formalizzata la cessione del titolo sportivo del Gallipoli Football 1909 ad un gruppo di imprenditori brindisini, con contestuale trasferimento dello stesso a San Pietro Vernotico: tale atto pone fine alla breve quanto inedita compresenza di due diversi sodalizi calcistici nella Città Bella, rendendo l'A.S.D. Città di Gallipoli unica rappresentante della città jonica e definitiva depositaria della tradizione calcistica giallorossa.
Il 18 giugno 2023, dopo una lunga cavalcata che ha portato i giallorossi ad eliminare il Città dei Sassi Matera in semifinale (3-0 punteggio complessivo) e l'Agropoli in finale dei play-off nazionali (5-3), l'A.S.D. Città di Gallipoli suggella il doppio salto di categoria in due anni approdando in Serie D. Segue un'annata complicata, conclusasi con la retrocessione in Eccellenza dopo la sconfitta per 2-0 nel play-out contro l'Angri.

## Colori e simboli

### Colori
I colori del Gallipoli sono il giallo e il rosso.

### Simboli ufficiali

#### Stemma
Lo stemma del Gallipoli, più volte ridisegnato, è stato rivisitato per l'ultima volta nel 2018 e rappresenta un gallo su sfondo giallo-rosso, che è il simbolo, oltre che della squadra, anche della città. Nella parte superiore è presente la denominazione societaria, mentre ai piedi del gallo figura una fascia con la scritta in latino fideliter excubat ("fedelmente sorveglia").
Nell'aprile del 2022, dopo un lungo iter burocratico legato al fallimento della vecchia società, il Città di Gallipoli ha acquisito i diritti di utilizzo e ripristinato sulle proprie maglie lo storico stemma del Gallipoli Calcio approdato in Serie B nel 2009.

#### Inno
L'inno del Gallipoli è Giallorosso del Commando Ultrà di Mimì Petrucelli.

## Strutture

### Stadio

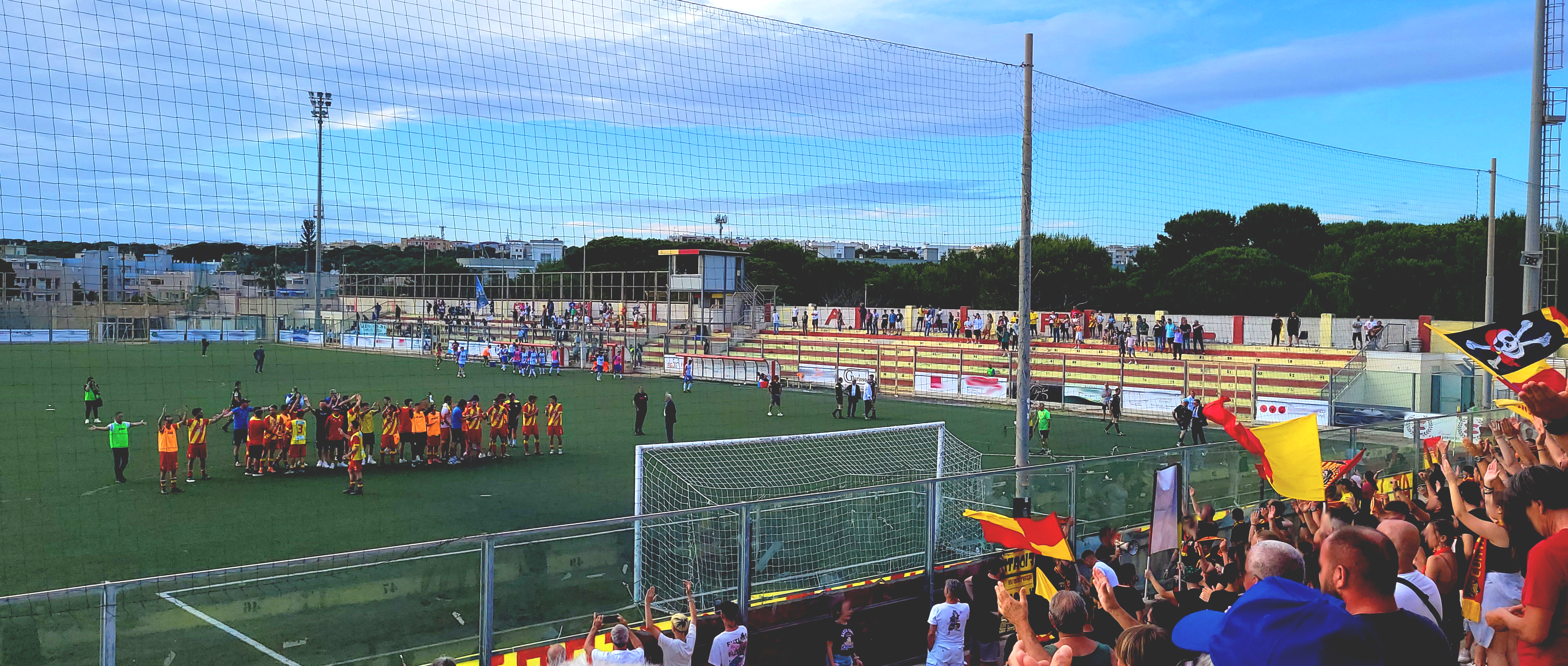
Lo stadio "Antonio Bianco" di Gallipoli visto dalla curva sud.

Il Gallipoli gioca le partite casalinghe allo stadio Antonio Bianco di Gallipoli. Fu costruito nel 1969 col nome di Lido San Giovanni e la prima partita fu giocata il 12 ottobre 1969 quando il Gallipoli vinse contro il Laterza 1-0 per la seconda giornata del campionato di Prima Categoria. A seguito della promozione della squadra salentina in Serie C2, si decise per la ristrutturazione dello stadio comunale, costringendo il Gallipoli a giocare le partite casalinghe per i campi della provincia. Fu installato un nuovo manto erboso e si aumentò la capienza: la partita inaugurale fu giocata il 14 ottobre 1979 contro la Vis Pesaro.
All'inizio degli anni novanta fu dichiarato inagibile e fu totalmente abbandonato. Nel 1994 venne ancora ammodernato e assunse il nome di stadio Antonio Bianco, in memoria di un gallipolino tragicamente scomparso in Africa. Nel 2003 fu decisa l'installazione del manto in erba sintetica, a cui seguirono vari interventi riguardanti le tribune, gli spogliatoi e l'impianto d'illuminazione.
A causa dei mancati interventi di adeguamento e, conseguentemente, della dichiarata inidoneità per il campionato di Serie B, nella stagione 2009-2010 il Gallipoli è stato costretto a giocare le gare casalinghe del campionato cadetto allo stadio Via del Mare di Lecce.
Dalla stagione 2010-2011 il Gallipoli ritorna a giocare le partite casalinghe allo stadio Antonio Bianco. Vi sono alcuni progetti in cantiere per la ristrutturazione dell'impianto su modello di stadio "all'inglese", senza barriere tra spalti e terreno di gioco ed eco-compatibile.

### Centro di allenamento
Il Gallipoli svolge gli allenamenti allo stadio Antonio Bianco.

## Società

### Organigramma societario
- Vincenzo Carrozza - Presidente
- Stefano Carrozza - Vicepresidente
- Fernando Venneri - Direttore Generale

### Sponsor
- 2005-2006 Galex
- 2006-2007 Valzoff
- 2007-2010 Garman
- 2010-2011 Legea
- 2011-2012 Max
- 2012-2014 Erreà
- 2014-2016 Legea
- 2016-2017 Umbro
- 2017-2019 Nike
- 2019-2023 Evol
- 2023- Joma

### Settore giovanile
Le attività del settore giovanile del Città di Gallipoli vengono ufficialmente avviate all'inizio della stagione 2022-23. Oltre alla squadra Juniores (ex Berretti) e l'Under 17-Allievi, il settore giovanile copre le fasce di Primi Calci, Pulcini, Esordienti e Giovanissimi.

## Allenatori e presidenti
- 1966-1975 ...
- 1975-1976  Antonio Colomban
- 1976-1977  Elia Greco
- 1977-1978 ...
- 1978-1979  Carlo Orlandi (1ª-?ª)
 Ambrogio Alfonso (?ª-30ª)
- 1979-1999 ...
- 1999-2000  Nicola Tarantino
- 2000-2001  Nicola Tarantino
 Mario Ruberto
- 2001-2002  Mario Ruberto
 Salvatore Merico
- 2002-2003  Salvatore Merico
 Salvatore Nobile
- 2003-2004  Antonio Toma
- 2004-2005  Franco Giugno
- 2005-2006  Gaetano Auteri
- 2006-2007  Gaetano Auteri (1ª-26ª)
 Bruno Federici e  Luigi Solidoro (27ª)
 Gaetano Auteri (28ª-34ª)
- 2007-2008  Dario Bonetti (1ª-26ª)
 Vincenzo Patania (27ª-34ª)
- 2008-2009  Giuseppe Giannini
- 2009-2010  Giuseppe Giannini (1ª-30ª)
 Giovanni De Pasquale (31ª-32ª)
 Ezio Rossi (33ª-42ª)
- 2010-2011  Giovanni De Pasquale
 Diego Favonio
- 2011-2012  Carmine Bray
 Amleto Massimo
- 2012-2013  Dario Levanto
 Antonio Calabro
- 2013-2014  Antonio Calabro
- 2014-2015  Alessandro Longo
 Sergio Volturo
 Raffaele Quaranta
 Amleto Massimo e  Benedetto Mangiapane
- 2015-2016  Loreto Stravato
 Antonio Germano
- 2016-2017  Christian Cimarelli
 Alberto Villa
- 2017-2018  Alberto Villa
- 2018-2019  Claudio Luperto
- 2019-2020  Andrea Salvadore
- 2020-2021  Antonio Toma 
 Massimo Manca
- 2021-2022  Mimmo Oliva
- 2022-2023  Matias Calabuig
- 2023-2024  Alessandro Carrozza (1ª-10ª)
 Francesco Di Gennaro (11ª)
 Giovanni Cavallaro (12ª-31ª)
 Francesco Di Gennaro (32ª-34ª)
- 2024-2025  Giuseppe Branà (1ª-9ª)
 Andrea Epifani (10ª-13ª)
 Pietro Sportillo (14ª-)

- 1966-? ...
- ?-1974  Corrado Calvi
- 1974-1979  Carlo Minerba Viva
- 1979-1999 ...
- 1999-2002  Antonio Vallebona
- 2002-2009  Vincenzo Barba
- 2009-2010  Daniele D'Odorico
- 2010-2011  Attilio Caputo
- 2011-2014  Marcello Barone
- 2014-2015  Sandro Quintana e  Corrado Calvi
- 2015-2016  Saverio De Benedictis
 Tony Cardellini
- 2016-2017  Vito Faggianelli
- 2017-2018  Vincenzo Carrozza
- 2018-2020  Luciano Costantini
- 2020-2023  Paola Vella
- 2023-  Vincenzo Carrozza

## Palmarès

### Competizioni nazionali
- Coppa Italia Serie C: 1

2005-2006
- Supercoppa di Lega di Prima Divisione: 1

2009

### Competizioni interregionali
- Lega Pro Prima Divisione: 1

2008-2009 (girone B)
- Serie C2: 1

2005-2006 (girone C)
- Serie D: 2

1977-1978 (girone H), 2004-2005 (girone H)

### Competizioni regionali
- Eccellenza: 2

2003-2004, 2013-2014
- Promozione: 2

1971-1972 (girone B), 1973-1974 (girone B)
- Prima Categoria: 3

1979-1980 (girone C), 1990-1991 (girone C), 1999-2000 (girone C)
- Seconda Categoria: 1

1968-1969 (girone D)

### Competizioni provinciali
- Seconda Divisione: 1

1955-1956 (girone C)
- Terza Categoria: 1

1967-1968 (girone C)

## Statistiche e record

### Partecipazione ai campionati
Campionati nazionali
| Livello | Categoria | Partecipazioni | Debutto   | Ultima stagione | Totale |
| ------- | --------- | -------------- | --------- | --------------- | ------ |
| 2º      | Serie B   | 1              | 2009-2010 | 2009-2010       | 1      |
| 3º      | Serie C1  | 3              | 2006-2007 | 2008-2009       | 3      |
| 4º      | Serie C2  | 2              | 1978-1979 | 2005-2006       | 10     |
| 4º      | Serie D   | 8              | 1972-1973 | 2023-2024       | 10     |
| 5º      | Serie D   | 1              | 2004-2005 | 2004-2005       | 1      |

Campionati regionali
| Livello | Categoria         | Partecipazioni | Debutto   | Ultima stagione | Totale |
| ------- | ----------------- | -------------- | --------- | --------------- | ------ |
| 1º      | Eccellenza        | 18             | 1994-1995 | 2024-2025       | 28     |
| 1º      | Promozione        | 10             | 1970-1971 | 1986-1987       | 28     |
| 2º      | Promozione        | 6              | 1991-1992 | 2011-2012       | 12     |
| 2º      | Prima Categoria   | 6              | 1969-1970 | 1990-1991       | 12     |
| 3º      | Prima Categoria   | 1              | 1999-2000 | 1999-2000       | 4      |
| 3º      | Seconda Categoria | 1              | 1968-1969 | 1968-1969       | 4      |
| 3º      | Terza Categoria   | 2              | 1966-1967 | 1967-1968       | 4      |

### Partecipazione alle coppe
| Competizione                          | Partecipazioni | Debutto   | Ultima stagione | Totale |
| ------------------------------------- | -------------- | --------- | --------------- | ------ |
| Coppa Italia                          | 3              | 2006-2007 | 2009-2010       | 3      |
| Coppa Italia Semiprofessionisti       | 2              | 1977-1978 | 1978-1979       | 6      |
| Coppa Italia Serie C                  | 3              | 2005-2006 | 2007-2008       | 6      |
| Coppa Italia Lega Pro                 | 1              | 2008-2009 | 2008-2009       | 6      |
| Supercoppa di Lega di Prima Divisione | 1              | 2009      | 2009            | 1      |
| Supercoppa di Lega di Serie C2        | 1              | 2006      | 2006            | 1      |
| Coppa Italia Serie D                  | 4              | 2004-2005 | 2023-2024       | 4      |
| Poule Scudetto                        | 1              | 2005      | 2005            | 1      |

## Tifoseria

### Storia
Il tifo organizzato nasce a Gallipoli nel 1987, quando viene costituito il primo gruppo di ultras, il Cucs (Commando ultras curva sud), successivamente si aggiungono altri gruppi: Mods, Sporka Dozzina, Gioventù Bruciata, Identità Appartenenza, Bronx Group, Ultrà Gallipoli. Gli ultras gallipolini si dispongono nella curva sud dello stadio Antonio Bianco.

### Gemellaggi e rivalità
La tifoseria giallorossa aveva un gemellaggio con le Brigate di Ostuni, interrotto però nel 2023.
Rispetto reciproco con il Lecce,
Le principali rivalità si hanno con il Casarano, il Nardò, il Potenza, il Brindisi, il Taurisano, il Martina, il Manduria, la Fidelis Andria e l'Atletico Tricase.